# 雙塔式大廈

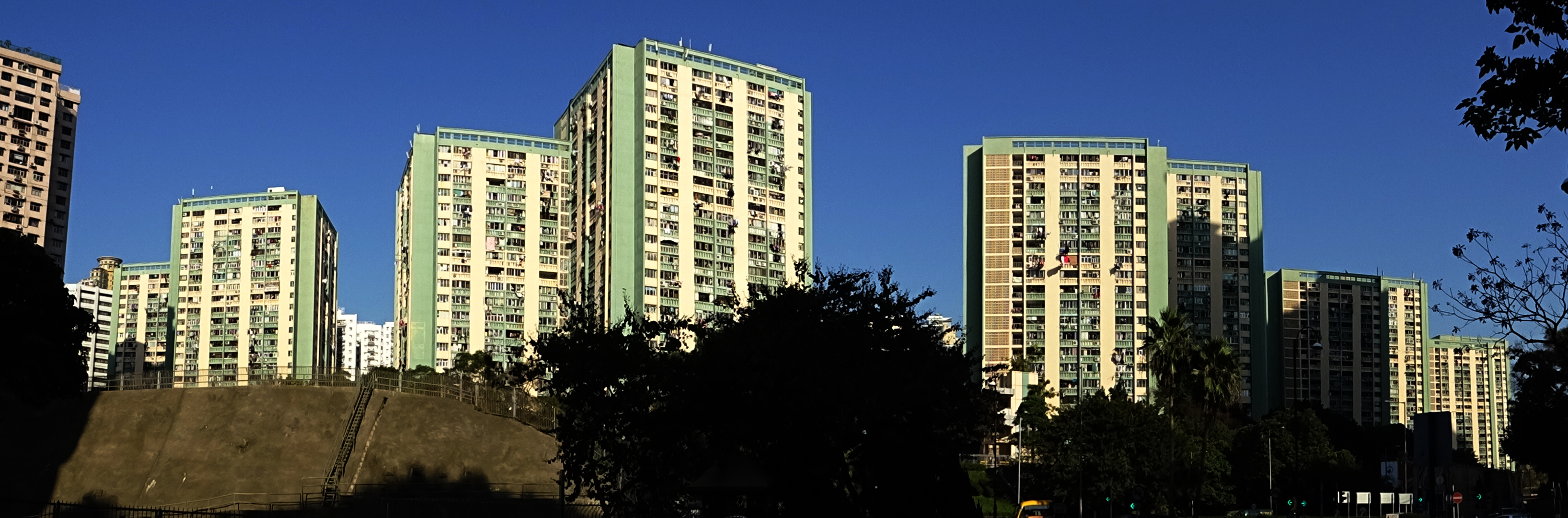
愛民邨中的雙塔式樓宇

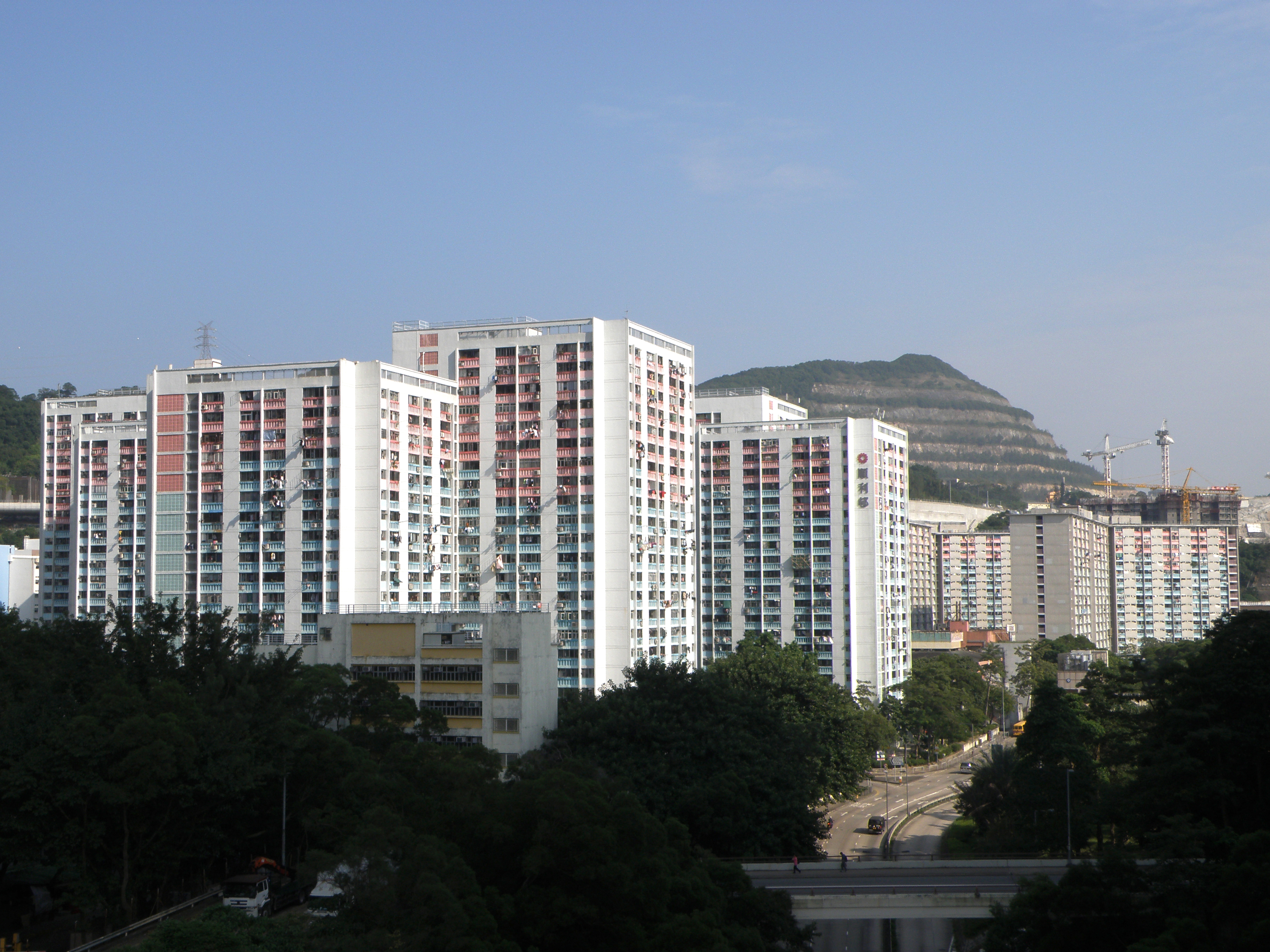
順利邨中的雙塔式樓宇

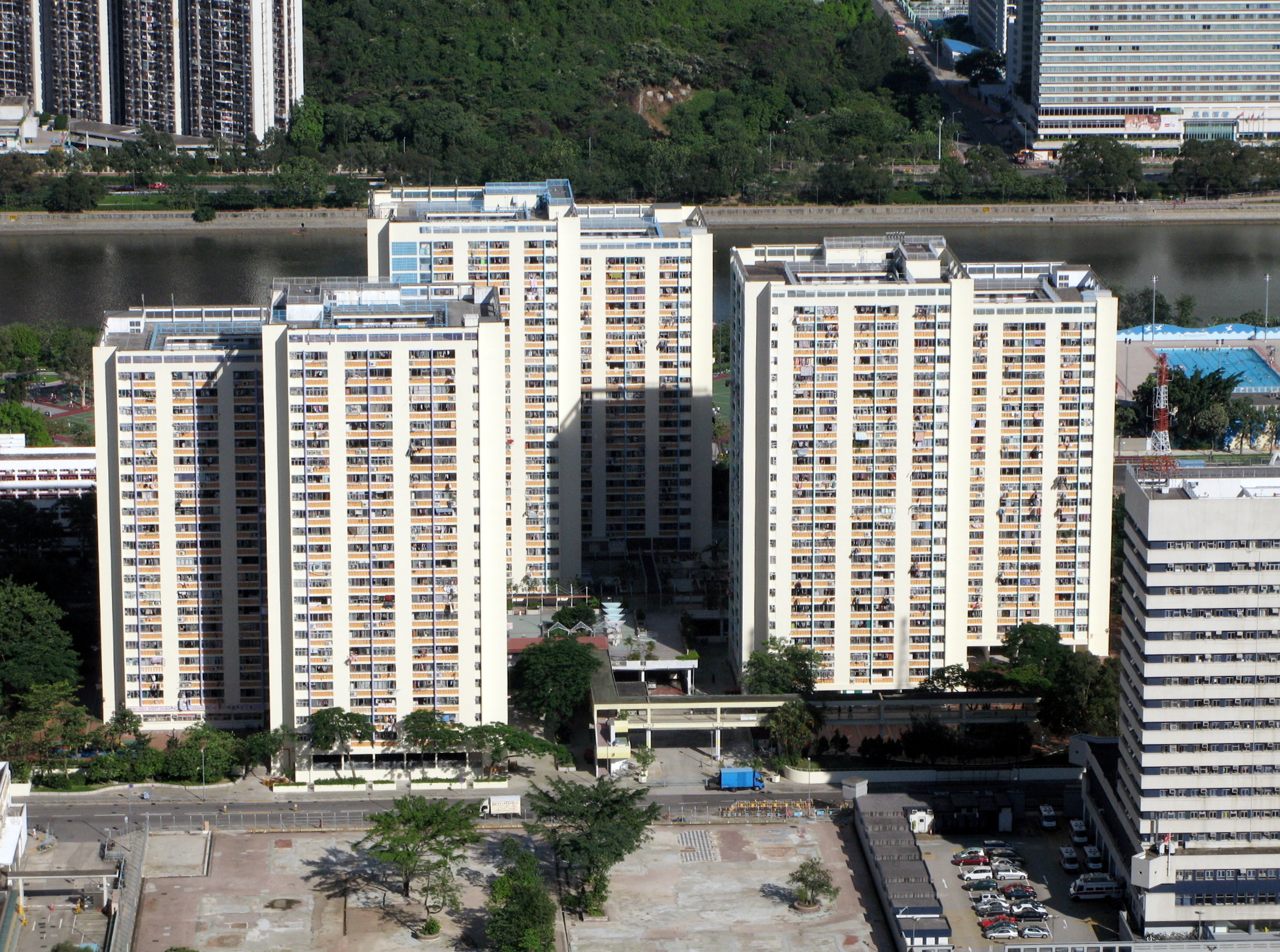
禾輋邨中的雙塔式樓宇

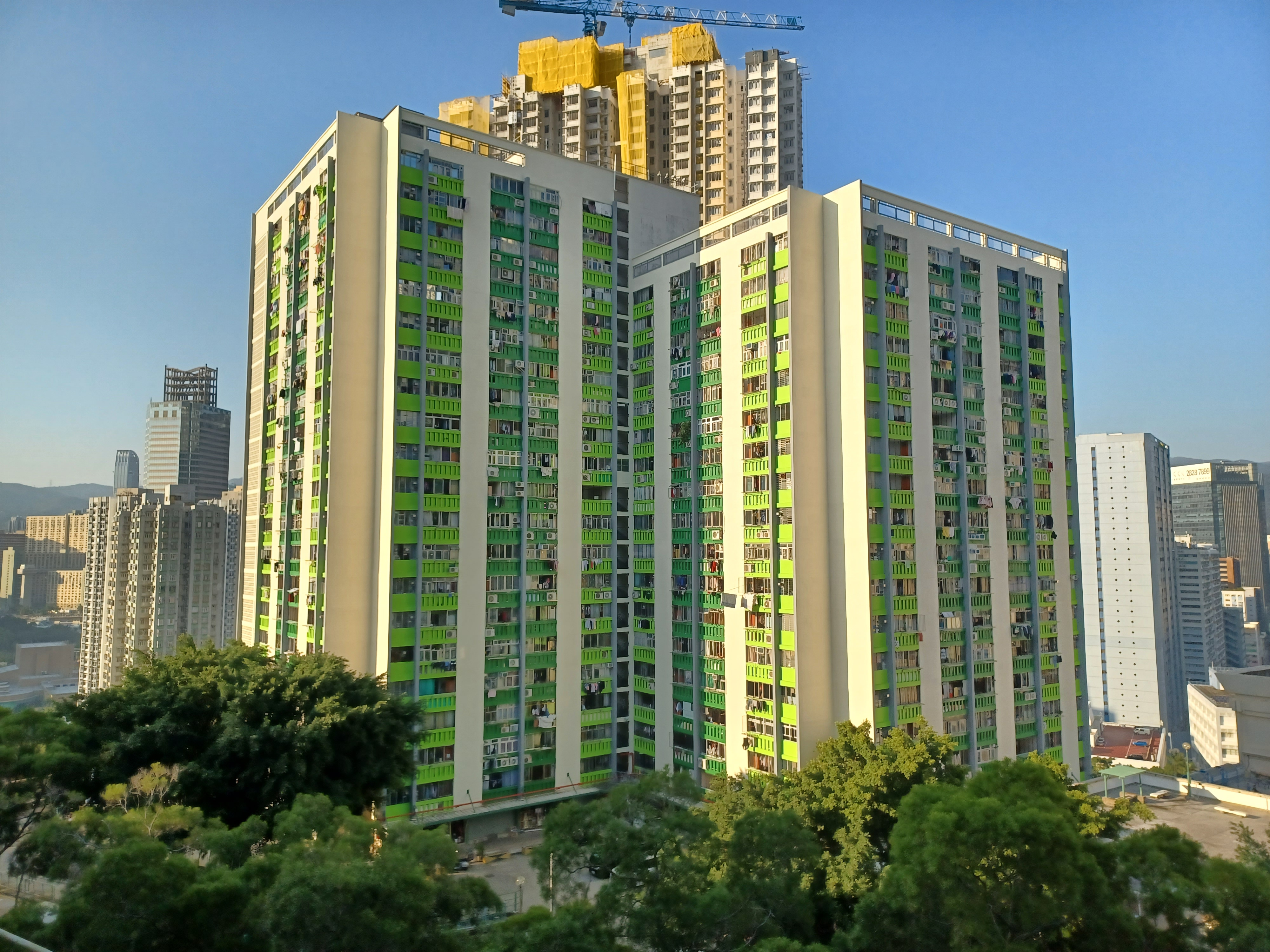
麗瑤邨富瑤樓

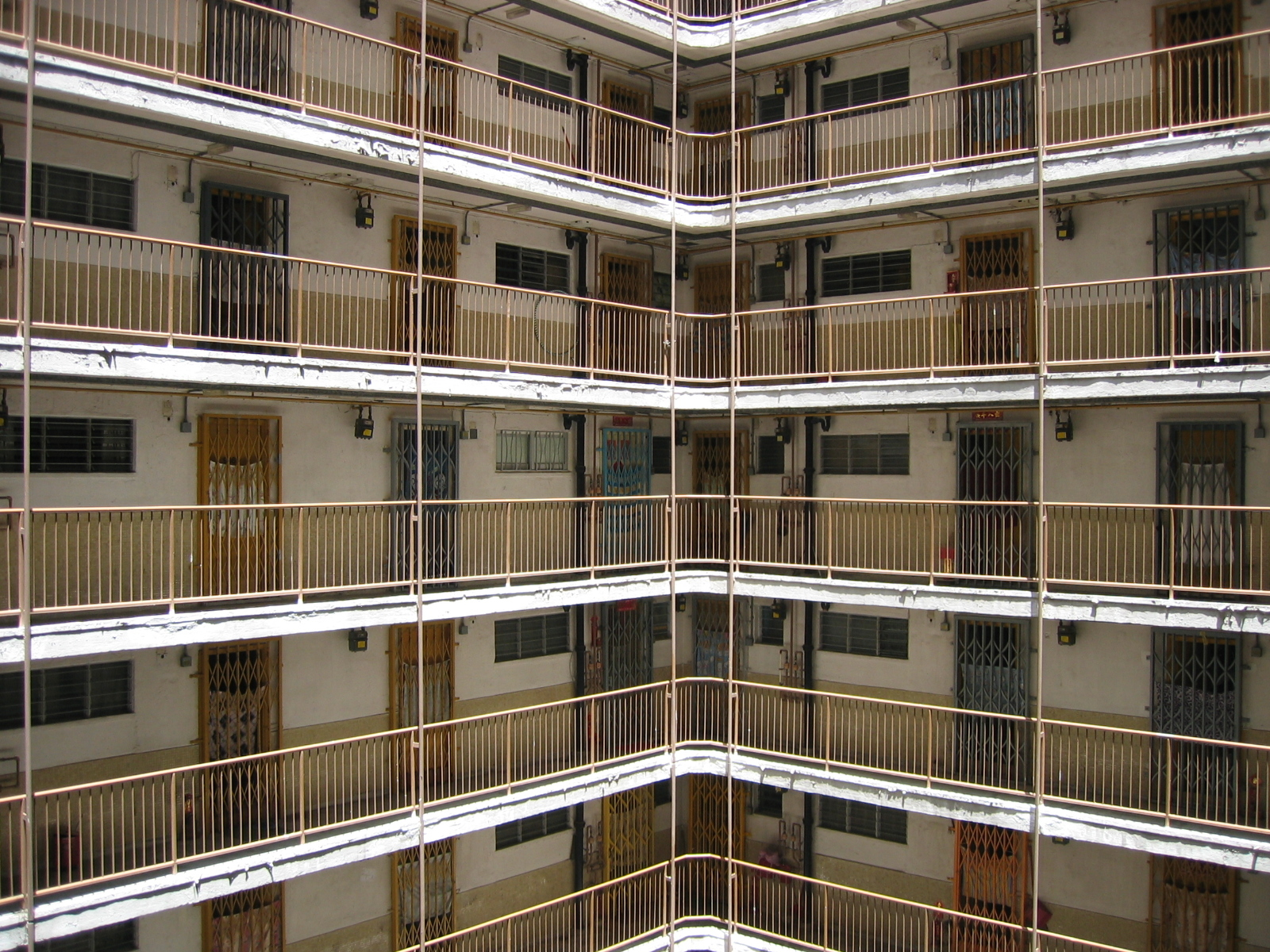
雙塔式樓宇內的天井設計，每戶大門均是互相對望

雙塔式大廈（英語：Twin Tower）是香港公共屋邨大廈的一種，由後來升任房屋司及政務司的廖本懷設計，並且經過數次改良。大廈高低兩塔相連，高座約24層高，低座約21層高。由於大廈設有兩個巨大天井，設計非常獨特，為著名公共房屋建築設計之一，坊間普遍稱雙塔式大廈為「井型公屋」、「天井型公屋」、「井字型公屋」等。

## 簡介
最早的雙塔式大廈是位於香港島南區華富邨的華興樓及華昌樓，於1970年7月落成，目前樓齡已達55年。而最後一座雙塔式大廈落成在1984年11月的秀茂坪邨秀明樓。
雙塔式大廈例子有觀塘順利邨利明樓（1978年落成）、友愛邨愛義樓、愛信樓、愛廉樓（1981年-1982年落成）、順天邨天琴樓（1982年落成）、愛民邨衛民樓、敦民樓、德民樓、新民樓、信民樓（1974-1975年落成）及屯門湖景邨，當中屯門湖景邨全部大厦均為雙塔式大厦（1982年落成）。
房委會於1975年在專家顧問的協助下，尋找嶄新興建公屋的方法；當中在麗瑤邨及長青邨所興建的雙塔式大廈開始採用機械化施工法技術興建，其後在餘下的雙塔式大廈均採用上述方法興建。

## 大廈及單位設計
雙塔式大廈中央天井是留空的，優點是空氣流通，尤其在夏天塔內單位大多打開門戶以作通風，而每層每戶大門均是互相對望，所以若有偷竊發生，容易被人發現，故其設計上具有保安功能。天井地下位置為公共空間，可用作舉行活動；大廈兩個天井中間連接處為電梯大堂及樓梯，所有大廈均設有四部升降機，分高低層及單雙數服務，每層均有一部升降機停靠。大廈每邊天井設有17個單位及一條樓梯，當中設於角落的5個單位為39平方米的9人大型單位，其餘則為33平方米的7人單位。大廈標準高度為21至24層，而低座天台曾開放予居民作休憩空間，與Y2型大廈天台花園相似，唯後來因安全等因素，目前已停止開放。
雙塔式大廈只有三款單位設計，由33.1平方米至39.9平方米不等，每個單位都設有獨立廚房、廁所及露台。所有單位的廁所都須經露台進入且不設通風窗，僅靠廁所門框及天花之間的細小空間連接露台作通風之用。部份1983年起落成的雙塔式大廈天台設計經過改良，使升降機可以到達頂樓。另外，因應法例要求，少數1984年落成的雙塔式大廈於廁所設有煤氣熱水爐通風口，但依然不設通風窗，而舊式設計的大廈則將熱水爐通風喉伸延出露台鐵欄外。
但大廈的缺點是擁有兩個大天井，無論從高處望下抑或從低望向高處都有可能令人產生不安的感覺，猶如深洞一樣，旁邊的欄河亦不高，因此成為了部份有意輕生人士跳樓自殺的地方；在日間非正午時份，陽光亦難抵達洞的底部，造成井底光線長年都較暗淡；加上興建雙塔式大廈耗用的土地面積非常大，但每個單位的面積都較為細小且配搭非常單一（大部份單位僅有33平方米，最大的單位亦不過40平方米），不適合給於少於3人或多於5人的家庭居住，限制了屋邨發展，因此大部份建有雙塔式大廈的屋邨都同時建有舊長型大廈以提供其它類型的單位（從蝴蝶邨分拆而來的湖景邨及屬加建的秀茂坪邨除外）；另外，1976年前落成的雙塔式大廈的大部份單位在面向走廊的牆身都有一個面積很大的百葉通風窗，令偷竊者和偷窺者透過通風窗進行偷竊或偷窺，雖後期落成的大廈已將通風窗面積縮減一半，但已令單位內的住客失去了安全感和私隱。
故此，房委會在1980年代中期開始已淘汰及停止興建雙塔式大廈，由工字型大廈及Y型大廈（Y1及Y2型）取代。

## 擁有雙塔式大廈的公共屋邨
| 所屬地區   | 屋邨名稱     | 數量 | 樓宇名稱                    | 落成年份 | 備註                                    | 承建商                    |
| ---------- | ------------ | ---- | --------------------------- | -------- | --------------------------------------- | ------------------------- |
| 南區       | 華富（二）邨 | 6    | 華興樓 華昌樓               | 1970年   | 以15，16樓為高低層界線                  | 德榮建築                  |
| 南區       | 華富（二）邨 | 6    | 華泰樓 華生樓               | 1971年   | 以15，16樓為高低層界線                  | 德榮建築                  |
| 南區       | 華富（二）邨 | 6    | 華翠樓 華景樓               | 1978年   | 以15，16樓為高低層界線                  | 新昌營造                  |
| 九龍城區   | 愛民邨       | 5    | 衛民樓                      | 1974年   | 以15，16樓為高低層界線                  | 安利（蕭氏）建築          |
| 九龍城區   | 愛民邨       | 5    | 敦民樓 德民樓 新民樓 信民樓 | 1975年   | 以15，16樓為高低層界線                  | 安利（蕭氏）建築          |
| 黃大仙區   | 彩雲（二）邨 | 3    | 豐澤樓 明麗樓 啟輝樓        | 1978年   | 以15，16樓為高低層界線                  | 德臣建築                  |
| 黃大仙區   | 竹園南邨     | 3    | 富園樓 貴園樓 榮園樓        | 1984年   | 升降機可到達頂層                        | 順成建築                  |
| 觀塘區     | 秀茂坪邨     | 1    | 秀明樓                      | 1984年   | 升降機可到達頂層 全港最後一座雙塔式大廈 | 合和建築                  |
| 觀塘區     | 順利邨       | 3    | 利祥樓 利恆樓 利明樓        | 1978年   | 以15，16樓為高低層界線                  | 順成建築                  |
| 觀塘區     | 順天邨       | 4    | 天琴樓                      | 1982年   |                                         | 均利建築                  |
| 觀塘區     | 順天邨       | 4    | 天柱樓 天池樓               | 1983年   |                                         | 均利建築                  |
| 觀塘區     | 順天邨       | 4    | 天韻樓                      | 1984年   | 升降機可到達頂層                        | 有成建築                  |
| 葵青區     | 長青邨       | 6    | 青榕樓 青槐樓 青松樓 青柏樓 | 1977年   | 以15，16樓為高低層界線                  | 天順有限公司 （華營建築） |
| 葵青區     | 長青邨       | 6    | 青楊樓                      | 1979年   | 以15，16樓為高低層界線                  | 環宇建築                  |
| 葵青區     | 長青邨       | 6    | 青梅樓                      | 1978年   | 以15，16樓為高低層界線                  | 環宇建築                  |
| 葵青區     | 麗瑤邨       | 3    | 富瑤樓                      | 1976年   | 以15，16樓為高低層界線                  | 安利（蕭氏）建築          |
| 葵青區     | 麗瑤邨       | 3    | 貴瑤樓 樂瑤樓               | 1977年   | 以15，16樓為高低層界線                  | 安利（蕭氏）建築          |
| 荃灣區     | 象山邨       | 2    | 樂山樓                      | 1978年   | 以15，16樓為高低層界線                  | 宏宗建築                  |
| 荃灣區     | 象山邨       | 2    | 秀山樓                      | 1979年   | 以15，16樓為高低層界線                  | 宏宗建築                  |
| 屯門區     | 湖景邨       | 6    | 湖畔樓 湖暉樓 湖光樓        | 1982年   | 原為蝴蝶邨第一期                        | 新昌營造                  |
| 屯門區     | 湖景邨       | 6    | 湖碧樓 湖翠樓 湖月樓        | 1982年   | 原為蝴蝶邨第三期                        | 安利（蕭氏）建築          |
| 屯門區     | 友愛邨       | 3    | 愛信樓 愛義樓 愛廉樓        | 1981年   |                                         | 德榮建築                  |
| 大埔區     | 廣福邨       | 4    | 廣禮樓 廣義樓 廣祐樓 廣平樓 | 1983年   |                                         | 宏昌建築                  |
| 沙田區     | 隆亨邨       | 3    | 善心樓 賞心樓 慧心樓        | 1983年   | 升降機可到達頂層                        | 有成建築                  |
| 沙田區     | 新翠邨       | 3    | 新俊樓 新學樓 新傑樓        | 1984年   | 升降機可到達頂層                        | 新昌營造                  |
| 沙田區     | 禾輋邨       | 6    | 康和樓 豐和樓 順和樓        | 1977年   | 以15，16樓為高低層界線                  | 天順有限公司 （華營建築） |
| 沙田區     | 禾輋邨       | 6    | 民和樓 泰和樓 富和樓        | 1980年   | 以15，16樓為高低層界線                  | 新昌營造                  |
| 合計：61座 |              |      |                             |          |                                         |                           |

## 直至停建前沒有興建雙塔式大廈的公共屋邨
| 所屬地區 | 所屬項目名稱 | 數量 | 現址用途                                      |
| -------- | ------------ | ---- | --------------------------------------------- |
| 觀塘區   | 坪石邨       | 5    | （同一屋邨） 改用單塔式大廈                   |
| 北區     | 祥華邨       | 3    | （同一屋邨） 改用雙連座工字型大廈             |
| 葵青區   | 石籬一邨     | 2    | （同一屋邨） 改用雙連座工字型大廈及舊長型大廈 |
| 合計     | 合計         | 10   |                                               |